# Острова (фильм)
«Острова» — немецкий фильм 2025 года режиссёра Яна-Оле Герстера по сценарию, написанному им совместно с Лоури Дораном и Блажем Кутином. Главные роли в фильме исполнили Сэм Райли, Стейси Мартен и Джек Фартинг. Премьера фильма состоялась 16 февраля 2025 года на 75-м Берлинском международном кинофестивале в рамках Berlinale Special.

## Сюжет
Сюжет фильма рассказывает о Томе, в прошлом профессиональном теннисисте, которого много лет назад выбросило на курортный остров Фуэртевентура. Теперь он работает тренером в отеле на курорте, отбивая бесчисленные мячи через сетку туристам, приехавшим, чтобы сбежать от повседневной жизни. Проживая бесконечное лето, Том заполняет пустоту внутри себя выпивкой и короткими интрижками. Он всё ещё обманывает себя, что находится в раю, но постепенно ему начинает казаться, что он попал в ад. Когда он пересекается с семьей туристов, ему кажется, что он нашёл выход.

## В ролях
- Сэм Райли — Том
- Стейси Мартин — Энн
- Джек Фартинг — Дэйв
- Дилан Торрелл
- Фатима Адум

## Производство и премьера
Фильм снят режиссёром Яном-Оле Герстером по сценарию, написанному им совместно с Лоури Дораном и Блажем Кутином. Фильм снят компанией Augenschein совместно с немецкой студией Leonine, которой принадлежат права на кинопрокат в Германии. В актёрский состав вошли Сэм Райли, Стейси Мартин, Джек Фартинг и Дилан Торрелл.
Съёмки проходили в Корралехо и Пахаре на острове Фуэртевентура на Канарских островах в 2023 году.
В феврале 2024 года издание Deadline Hollywood сообщило, что фильм находится на стадии пост-продакшна.
Мировая премьера фильма состоялась 16 февраля 2025 года в рамках 75-го Берлинского международного кинофестиваля в программе Berlinale Special.